# Setosamon sakon
Setosamon sakon — вид прісноводних крабів родини Potamidae. Описаний у 2022 році.

## Поширення
Ендемік Таїланду. Поширений у провінції Саконнакхон на північному сході країни.

## Опис
Невеликий краб. Розмір карапакса типового зразка — 59,6 × 47,5 мм.